# HD62535
HD62535 — хімічно пекулярна зоря спектрального класу A0, що має видиму зоряну величину в смузі V приблизно  8,0.
Вона  розташована на відстані близько 1264,2 світлових років від Сонця.

## Пекулярний хімічний склад
Зоряна атмосфера HD62535 має підвищений вміст 
Si
.